# Биелович, Лука
Лука Биелович (серб. Лука Биеловић; род. 11 апреля 2001, Суботица, Воеводина) — сербский футболист, нападающий клуба «Спартак» и сборной Сербии.

## Клубная карьера
Биелович — воспитанник клуба «Спартак» из Суботицы. 6 августа 2018 года в матче против «Пролетера» он дебютировал в сербской Суперлиге. 13 июня 2020 года в поединке против «Мачва» Лука забил свой первый гол за «Спартак».
В начале 2024 года Биелович перешёл в казанский «Рубин» на правах аренды, но за клуб он так и не сыграл.

## Международная карьера
26 января 2023 года в товарищеском матче против сборной США Биелович дебютировал за сборную Сербии.